# Atherigona cornicauda
Atherigona cornicauda är en tvåvingeart som beskrevs av Deeming 1987. Atherigona cornicauda ingår i släktet Atherigona och familjen husflugor. Inga underarter finns listade i Catalogue of Life.